# Paruro (tỉnh)
Tỉnh Paruro (tiếng Tây Ban Nha: Provincia de Paruro) là một tỉnh thuộc vùng Cusco của Peru. Tỉnh Paruro có diện tích 1984 km², dân số thời điểm theo điều tra dân số ngày 11 tháng 7 năm 1993 là 34361 người. Tỉnh lỵ đóng ở Paruro.